# Henry Page Croft
Henri Page, 1er baron Croft de Bournemouth, né à Ware le 22 juin 1881 et mort à Londres le 7 décembre 1947, est un homme politique conservateur britannique.

## Biographie
Sa fille Diana épousa en 1935 le peintre et écrivain Fred Uhlman, d'origine allemande. Il considéra ce mariage comme une mésalliance.